# Maximilian Maeder
Maximilian Maeder (født 2006) er en singaporiansk sejler.
Han repræsenterede Singapore ved sommer-OL i Paris i 2024, hvor han tog bronze i kiting.